# Cryptosiphum brevipilosum
Cryptosiphum brevipilosum är en insektsart. Cryptosiphum brevipilosum ingår i släktet Cryptosiphum och familjen långrörsbladlöss. Inga underarter finns listade i Catalogue of Life.